# Chiromantis punctatus
Espèce
Synonymes
- Chirixalus punctatus Wilkinson, Win, Thin, Lwin, Shein & Tun, 2003

Statut de conservation UICN

 DD  : Données insuffisantes
Chiromantis punctatus est une espèce d'amphibiens de la famille des Rhacophoridae.

## Répartition
Cette espèce est endémique de l'État d'Arakan en Birmanie. Elle est présente à une altitude proche du niveau de la mer.

## Étymologie
Son nom d'espèce, latin, punctatus, « tacheté », lui a été donné en référence aux nombreuses points qui ornent son dos.

## Publication originale
- Wilkinson, Win, Thin, Lwin, Shein & Tun, 2003 : A new species of Chirixalus (Anura: Rhacophoridae) from western Myanmar (Burma). Proceedings of the California Academy of Sciences, ser. 4, vol. 54, no 2, p. 17-26 (texte intégral).